# Bratrská jednota baptistů Košice
Sbor Bratské jednoty baptistov v Košicích je místní baptistickou církví v ulici Slovenskej jednoty, která má misijní stanice i v obcích Prešov, Vranov nad Topľou a Čierna nad Tisou.

## Historie
Baptisté v Košicích se hlásí k odkazu anabaptistů, kteří sem přišli po roce 1526 z Moravy a podle městského archívu jich zde bylo dokonce 12 pro svou víru popraveno. Baptistickou misii v Košicích začal roku 1888 kazatel August Meereis. Roku 1899 zde bylo pokřtěno prvních 5 osob. První záznamy o organizované práci baptistů v Košicích jsou z roku 1911. V roku 1923 byla otevřena modlitebna na Jesenského ulici. Sbor tehdy patřil pod správu sboru v Miloslavově. V letech 1949-1976 se o sbor starali kazatelé z kežmarského sboru. V roku 1976 získal státní souhlas k výkonu duchovenské činnosti Juraj Pribula a tak se sbor osamostatnil. V roce 2003 baptisté v Košicích slavnostně otevřeli novou moderní a polyfunkční modlitebnu v ulici Slovenskej jednoty se sálem až pro 300 lidí a s prostorem pro řadu dalších aktivit.

## Kazatelé sboru
- Juraj Pribula (1976-1990)
- Charles Baldis (1991-1993)
- Michal Lapčák (1994-2004)
- Dalibor Smolník (od roku 2006)